# Distrikt Beluran
Der Distrikt Beluran ist ein Verwaltungsbezirk im malaysischen Bundesstaat Sabah. Verwaltungssitz ist die Stadt Beluran. Der Distrikt Beluran ist Teil des Gebietes Sandakan Division, zu dem die Distrikte Beluran, Kinabatangan, Sandakan und Tongod gehören.
Der Distrikt Beluran war vormals als Distrikt Labuk-Sugut bekannt.

## Demographie
Der Distrikt hat 77.125 Einwohner (Stand: 2020). Die Bevölkerung des Distrikts betrug laut der letzten Volkszählung im Jahr 2010 104.484 Einwohner. Die Bevölkerung besteht aus einer Mischung verschiedener Ethnien, darunter vor allem Tidong, Kadazan, Dusun und Orang Sungai. Wie in vielen anderen Städten Sabahs gibt es auch hier eine beträchtliche Anzahl illegaler Immigranten aus den nahegelegenen Philippinen, vor allem aus Sulu und Mindanao, die in der Bevölkerungsstatistik nicht verzeichnet sind.

## Geographie
Die wichtigsten Flüsse im Distrikt Beluran sind Sungai Labuk, Sungai Sapi, Sungai Tongod, Sungai Sugut, Sungai Lingkabau, Sungai Paitan und Sungai Tangkarason.

## Verwaltungssitz
Verwaltungssitz des Distrikts ist Beluran.

## Geschichte
Beluran war als Distrikt Labuk-Sugut unter der Ägide der North Borneo Chartered Company einer der ersten Distrikte von Nord-Borneo.
Das District Office für den Distrikt Beluran wurde bereits 1916 eingerichtet, es wurde jedoch samt allen Unterlagen im Zweiten Weltkrieg zerstört. Das erste Verwaltungsgebäude war in Klagan stationiert, wurde allerdings wegen der häufigen Überschwemmungen schließlich an seinen heutigen Platz verlegt.

## Gliederung des Distrikts
Der Distrikt ist in drei Unterdistrikte (daerah kecil, wörtlich: kleiner Distrikt) aufgeteilt: Beluran, Paitan und Telupid. Diese sind wiederum in mehrere Gemeindeverwaltungen (mukim) aufgeteilt:
- Daerah Kecil Beluran:
  - Mukim Tetabuan mit den Siedlungen Tetabuan, Keniogan
  - Mukim Klagan mit den Siedlungen Air Beluran, Keramat, Sri Menanti, Kuala Pelandok, Ulu Pelandok, Muanad 1, Muanad 2, Muanad 3, Ranpek Muanad 4, Bukit Besi, Biangkang, Klagan Jaya, Klagan
  - Mukim Kolapis mit den Siedlungen Kolapis Laut, Kolapis Pasir, Kolapis Seberang, Kolapis Darat, Sungai Napas, Sungai-Sungai, Iran Baru, Pelantong, Cahaya Baru, Sungai Nangka, Balaban Jaya
  - Mukim Sapi mit den Siedlungen Kuala Sapi, Pandan-Pandan, Bantun, Sungai Sapi, Manduring, Bintang mas, Ulu Sapi, Toniting, Ulu Muanad Bt. 52-54, Lubuk Dungun 1, Lubuk Dungun 2, Lidong, Penimbanan, Sualok, Bambangan
  - Mukim Nangoh mit den Siedlungen Bakong-Bakong, Biru-Biru, Perancangan, Ganah Jati, Rumidi Lama, Tembidong-Bidong, Terasak, Nangoh, Rancangan Nangoh, Sinaputan, Rumidi Baru, Pinunakan
- Daerah Kecil Paitan:
  - Mukim Sungai-Sungai mit den Siedlungen Sungai-Sungai, Munungan, Binsulung, Matanggal, Talidusan, Sukang Talidusan, Kurom, Tagupih, Linayukan, Tampat, Kinadaan (Ulu Sungai-Sungai),
  - Mukim Lingkabau mit den Siedlungen Kuala Lingkabau, Nakadong, Tagapalang, Waigon 1, Waigon 2, Abuan, Penindakan, Mangkasulap, Bukit Kambing, Suyan, Pemotodon, Tumandaa, Melapi
  - Mukim Tangkarason mit den Siedlungen Tangkarason, Alongai, Timpus, Dalamas, Tebatu, Simpangan, Lubang Buaya, Lakang, Kobambangan, Kabuluh, Batangon Darat, Batangon Laut, Sulit, Binanjar, Tanjung Nipis 1, Tanjung Nipis 2, Pinampadan, Golong, Kaindangan, Pinangkau, Tawanan, Musinggapo, Maidan
  - Mukim Jambongan mit den Siedlungen Jambongan, Pantai Boring, Terusan Sugut, Obah, Semangat, Bahanan, Limau-Limau
- Daerah Kecil Telupid:
  - Mukim Ulu Labuk mit den Siedlungen Kopuron, Lumou, Taviu, Wonod, Melapi, Tapaang, Telupid Bt. 4, Gading/Pekan, Gambaron, Bauto, Leninkong, Buis, Berayong, Kiabau, Ansuan, Baba
  - Mukim Pamol mit den Siedlungen Bayok, Tagas-Tagas, Lumantik, Kamansi, Tolungan Tongod, Kokos, Cenderamata, Botition, Basinti Baru, Basinti Lama (Dorom-Dorom), Basai Baru, Rungus Baru, Lintabung Darat, Timbulus, Dampiron, Monopod

## Liste derDistrict Officersin Beluran
| Name                  | Im Amt ab | Im Amt bis |
| --------------------- | --------- | ---------- |
| B.S. Willie           | 1945      |            |
| C.A. V Lingam         |           |            |
| Berry                 |           |            |
| J. Nicholoson         |           |            |
| Michael Pike          | 1953      |            |
| A.T. Balley           |           |            |
| G.F. Douglas          |           |            |
| Pengiran Ahmad Rafaeh |           |            |
| Albert Watson         | 1962      | 1964       |
| Norris                | 1964      | 1966       |
| Luis Chee Su Yu       | 1966      | 1967       |
| William Baxter        | 1967      | 1969       |
| Joseph Lanjuat        | 1969      | 1972       |
| Julius Niyo           | 1972      | 1974       |
| Goh Bee Ling          | 1974      | 1875       |
| Jumahad Miasin        | 1975      | 1976       |
| Donald SJ. Malinggang | 1976      | 1979       |
| Yahya Ahmad Shah      | 1979      | 1982       |
| Usop Taha             | 1982      | 1983       |
| Awang Salleh Konolon  | 1983      | 1986       |
| Sualim Sanan          | 1986      | 1994       |
| Sidek Hj. Jubar       | 1994      | 1996       |
| Rajibi Hj. Aman       | 1996      | 2010       |
| Yusop Hj. Osman       | 2010      | amtierend  |